# Brats
 Ikke at forveksle med Bratz.
Brats (1978-1980) var et centralt punk/metal-band på den danske musikscene. Bandet blev dannet i København i maj 1978 af sangeren Franz De Zaster (Michael Gorm Christiansen, sen. i Pubescent Hysteria, Support/ZV Group og No Fun), trommeslager Eddie Haircut (Milan Balsgaard, også i Elektrochok og sen. i Monomania), guitarist Hank De Wank (sen. Hank Shermann, opr. René Krolmark) og bassist Mickey Rat (Michael Hillerup, sen. i Pin-Ups).
Mickey Rat og Hank De Wank havde spillet sammen igennem et lille års tid. Mickey Rat var en flittig gæst til koncerter i Saltlageret og Rockmaskinen, og kom derved i kontakt med folkene omkring den danske punkscenes helt spæde start, Sods etc. På den måde kom han til at lære Eddie Haircut og Franz De Zaster at kende, som kom med i bandet. Eddie Haircut var på det tidspunkt allerede en ferm trommeslager, hvorimod Franz De Zaster endnu ikke havde prøvet kræfter med musikken.
Brats live-debuterede 28. juli 1978, og spillede bl.a. til den første større punkkoncert i Danmark "Concert of the Day" i Brumleby 15.9.78, til en lang række koncerter i Saltlageret samt i Huset i Århus november 1978 til arrangementet "Pære Punk" sammen med Sods, No Knox, Kliché, Lost Kids og Dream Police.
Denne version af Brats kan høres med sangene "Dreams", "I Do What I Wanna Do" og "Magazine" på LP'en "Pære Punk" (Kong Pære KPLP 1) fra 1979. Label'et Kong Pære var et underlabel til pladeselskabet Medley.
Bassist Mickey Rat forlod bandet øjensynligt efter musikalske uoverensstemmelser med hans ven Hank De Wank, og startede det mere The Jam/The Vapors inspirerede punkband "Raven" (sen. Pin-Ups). Ind kom en forholdsvis kort overgang i stedet Sniff Høkerberg (sen. i Support og Monomania) på bas.

## Brats #2
I løbet af første halvdel af 1979 gik den oprindeligt rene "punkede" version af Brats i opløsning, og en ny mere heavy rock orienteret version (dog stadig iblandet punk) opstod med guitarist Hank De Wank (nu Hank Shermann) og to nye medlemmer; sanger og bassist Yenz Leonhardt (Jens Arnsted) og trommeslager Monroe (Lars Nybo, også med i Suck – en tidlig inkarnation af Sods).
Denne version #2 af Brats indspillede et fuldt album i studiet "To Trin Ned", der efter planerne skulle være udkommet på det danske punk/new wave pladeselskab Irmgardz. Albummet udkom imidlertid aldrig i samtiden, da bandet med optagelserne i mellemtiden havde fået en pladekontrakt med det verdensomspændende pladeselskab CBS, som ville lave deres egne studieoptagelser med bandet. Albummet blev dog senere, i 2008, udgivet som "The Lost Tapes – Copenhagen 1979" på ARG! Records.

## Brats #3
I forbindelse med signingen med CBS kom guitaristen Denner (Michael Denner) med i Brats. Denne version #3 af Brats startede helt nye indspilninger for CBS med en mere "poleret" heavy-lyd end tidligere.
Første udgivelse for CBS var singlen "B-Brains" fra 1980 (CBS PRO 102). 10. august 1980 udkom Brats' egentlige debutalbum, LP'en 1980 (CBS 84327). Pladen solgte godt i bl.a. Frankrig, men da salgstallene alligevel ikke mødte pladeselskabet CBS' forventninger blev pladekontrakten ophævet og kort tid derefter i 1980 opløstes Brats og delte sig i to nye bands: Mercyful Fate og Geisha.
Denner har udtalt: "1980's stil var punk med heavyundertoner, men NWOBHM var i høj grad en påvirkning for os, da vi indspillede albummet, og de hårdere numre som 'Heavy Rocker', 'Tame Me (Insomniac)', 'OY-905' og 'B-Brains' var vel det første rendyrkede heavy metal i Danmark."

## "The Lost Tapes" – Udgivelse 2008 med Brats #2
I 2008 udkom Brats #2 LP'en "The Lost Tapes – Copenhagen 1979" på selskabet ARG! Records. Yenz Leonhardt havde fundet kassette- samt masterbånd som på fin vis dokumenterer Brats som trio (Denner var ikke med). Optagelserne er umiddelbart lige inden man får kontrakt med CBS og inden man helt beslutter sig for at blive "heavy". Optagelserne blev lavet i studiet "To Trin Ned" i Vestergade i København. LP'en udkom dog aldrig i samtiden, da major-selskabet CBS som Brats skrev kontrakt med ikke ville have en konkurrerende plade på markedet.
Lyden på "The Lost Tapes"-albummet er mere rå, dynamisk og upoleret end på Brats' "1980"-album, en lyd der for nogle vil fremstå som mere tro mod den type musik Brats spillede.

## Udgivelser
- 12" comp LP 1979 Pære Punk (Kong Pære / KLP1) (Brats #1)
- MC comp 1979 Pære Punk (Kong Pære / KPMC1) (Brats #1)
- 7"S 1980 Split Brats / Tyrantz; "B-Brains" / "Vivian Wants To Dance" (CBS PRO102) (single sammen med bandet Tyrantz (De to bands havde hver deres side på singlen, som blev distribueret sammen med LP'en "Rock 80")) (Brats #3)
- 12" LP "1980" (CBS 84327) (eneste egentlige LP – Brats #2 Heavy Rock inkarnationen) (Brats #3)
- 12" LP 1997 Comp Bloodstains Across Denmark (Brats #1)
- 12" LP 1998 Comp "Springtime in Belsen" – m. sangen "Punk Fashion" fra Brats LP'en "1980" (Brats #3)
- 12" LP 2008 The Lost Tapes – Copenhagen 1979 (ARG! Records, ARG! #7) (Brats #2)